# Edina Dobi
Edina Dobi (* 22. Oktober 1987 in Eger) ist eine ungarische Volleyballspielerin.

## Karriere
Dobi begann im Alter von vierzehn Jahren mit dem Volleyball. Mit den ungarischen Juniorinnen nahm sie an der U16-Europameisterschaft und an der U18-Weltmeisterschaft teil. 2008 begann sie ein Studium an der University of New Orleans und spielte in der Universitätsmannschaft der UNO Privateers. 2010 debütierte die Mittelblockerin in der A-Nationalmannschaft. 2011 kehrte sie zurück nach Europa und spielte in der französischen Liga jeweils eine Saison für Toulon und Entente Saint-Chamond. 2013 wechselte Dobi zum belgischen Erstligisten Dauphines Charleroi, mit dem sie Vizemeisterin wurde. Außerdem spielte sie mit dem Verein im Challenge Cup. 2014 wurde Dobi vom deutschen Bundesligisten Rote Raben Vilsbiburg verpflichtet, zu dem auch der ungarische Nationaltrainer Jan de Brandt wechselte.